# Calyptophyllum obvolvatum
Calyptophyllum obvolvatum är en mångfotingart som beskrevs av Broelemann 1922. Calyptophyllum obvolvatum ingår i släktet Calyptophyllum och familjen kejsardubbelfotingar. Inga underarter finns listade i Catalogue of Life.